# Goriziano
Il Goriziano (ufficialmente in sloveno Goriška statistična regija, detto anche Goriziano Sloveno per distinguerlo dal Goriziano italiano corrispondente alla ex-provincia di Gorizia) è una delle 12 regioni statistiche in cui è suddivisa la Slovenia, rientrando sia nella regione storico-geografica del Friuli come nell'ottocentesca Venezia Giulia. Corrisponde sostanzialmente alla parte della vecchia provincia di Gorizia passata dall’Italia alla Jugoslavia alla fine della seconda guerra mondiale.
Ne fanno parte 8 città e i seguenti 5 comuni con 401 frazioni o insediamenti:

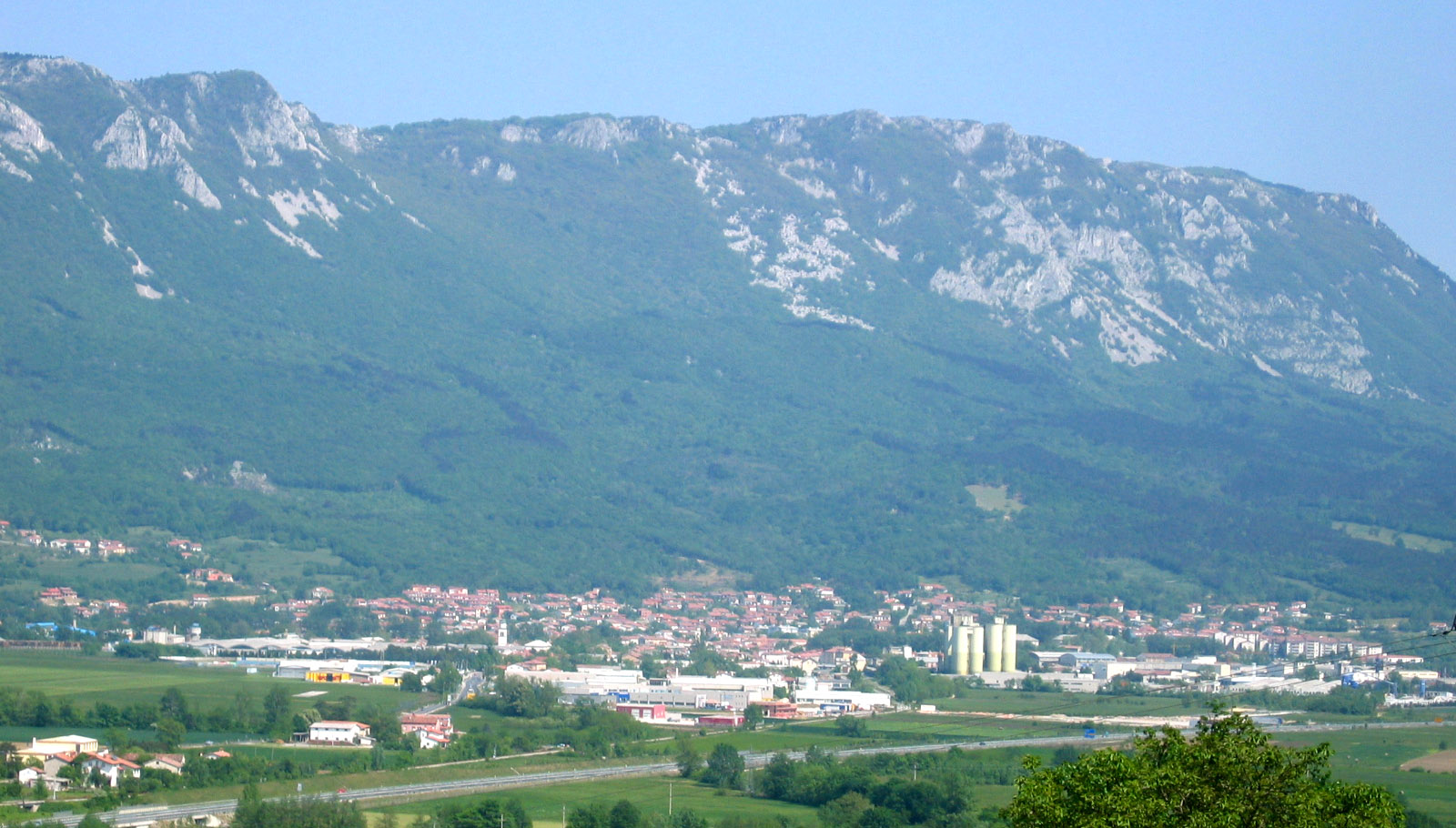
Aidussina

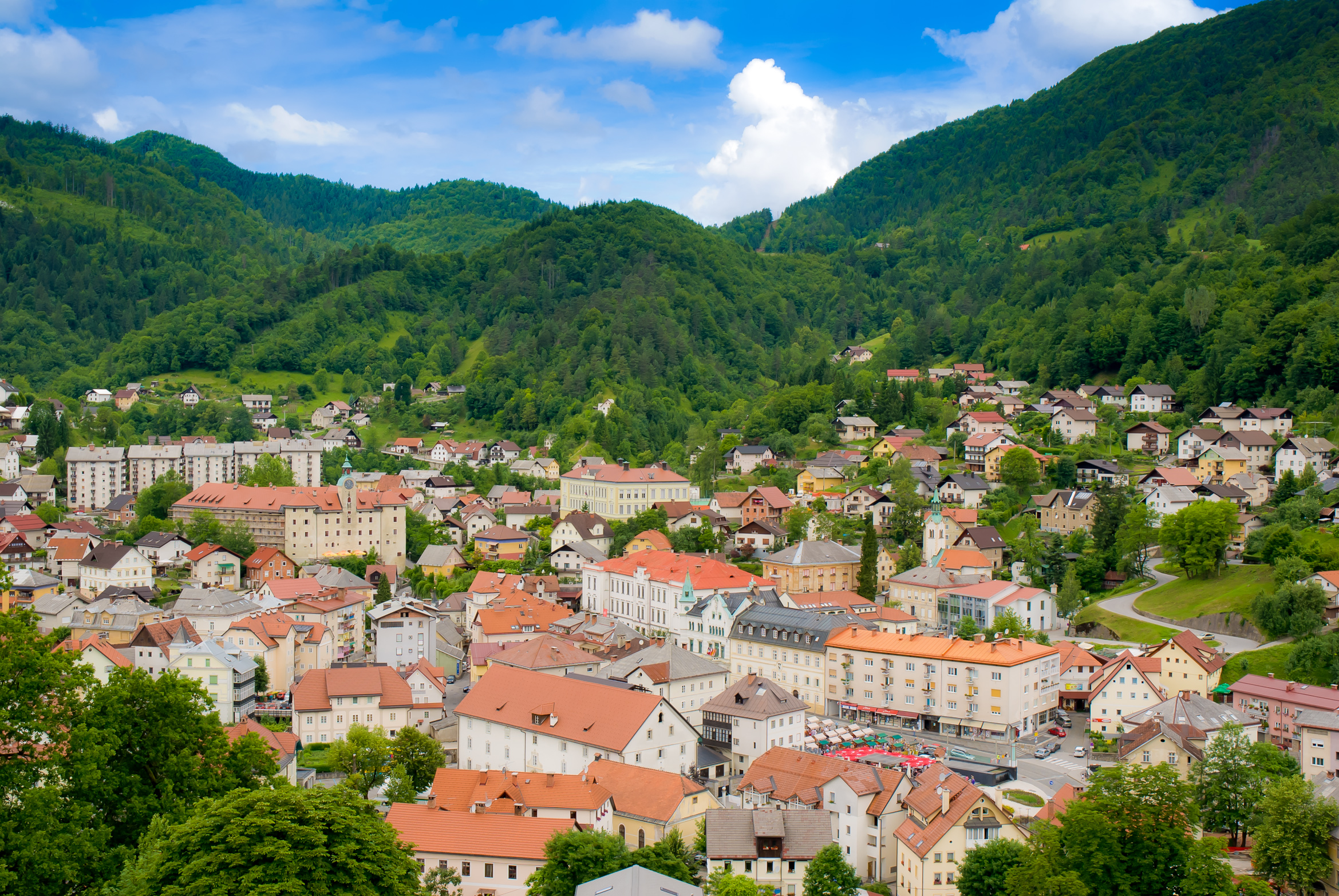
Idria

| Stemma | Comune              | Nome ufficiale     | Mappa | Ab.     | Densità Ab./km² | Frazioni | Madrelingua italiana (slovena) |
| ------ | ------------------- | ------------------ | ----- | ------- | --------------- | -------- | ------------------------------ |
|        | Aidussina           | Ajdovščina         |       | 19 016  | 77,55           | 46       | 1,40% (92,60%)                 |
|        | Canale d'Isonzo     | Kanal ob Soči      |       | 5 710   | 38,98           | 38       | 0,40% (91,50%)                 |
|        | Caporetto           | Kobarid            |       | 4 172   | 21,65           | 33       | 0,20% (92,60%)                 |
|        | Circhina            | Cerkno             |       | 4 784   | 36,35           | 30       | 0,10% (93,30%)                 |
|        | Collio              | Brda               |       | 5 747   | 79,82           | 45       | 0,40% (91,20%)                 |
|        | Idria               | Idrija             |       | 11 968  | 40,75           | 38       | 0,10% (93,60%)                 |
|        | Merna-Castagnevizza | Miren-Kostanjevica |       | 4 848   | 77,20           | 15       | 0,40% (91,10%)                 |
|        | Nova Gorica         | Nova Gorica        |       | 31 992  | 114,67          | 44       | 0,27% (80,50%)                 |
|        | Plezzo              | Bovec              |       | 3 213   | 8,75            | 13       | 0,10% (93,50%)                 |
|        | Ranziano-Voghersca  | Renče-Vogrsko      |       | 4 285   | 145,25          | 6        | 0,30% (88,60%)                 |
|        | San Pietro-Vertoiba | Šempeter-Vrtojba   |       | 6 360   | 424             | 2        | 0,27% (89,87%)                 |
|        | Tolmino             | Tolmin             |       | 11 626  | 30,47           | 72       | 0,17% (90,89%)                 |
|        | Vipacco             | Vipava             |       | 5 520   | 52,57           | 20       | 0,10% (90,90%)                 |
|        | Totale              |                    |       | 119 146 | 52,25           | 401      |                                |